# José Agostinho Baptista
José Agostinho Baptista (Funchal, Madeira, 15 de agosto de 1948) é um poeta português contemporâneo.

## Biografia
Viveu entre o Funchal e o Faial (concelho de Santana, no norte), os primeiros oito anos da sua vida. Em outubro de 1969 partiu para Lisboa, tendo regressado definitivamente à Madeira em 29 de março de 2012.
Foi assíduo colaborador da imprensa escrita, particularmente no Comércio do Funchal e, mais tarde, no República e no Diário de Lisboa, cujo suplemento Juvenil o deu a conhecer como poeta. 
Desde então e ao longo dos livros entretanto publicados, a sua poesia tem sido reconhecida como uma das mais originais e importantes da actualidade em língua portuguesa, como assinalaram os estudos que lhe foram dedicados em Portugal, Espanha, França e Itália. 
Simultaneamente, José Agostinho Baptista tem vindo a traduzir para português autores como Walt Whitman, W. B. Yeats, Tennessee Williams, Paul Bowles, Rabindranath Tagore, César Aira, Sergio Pitol, David Malouf, Malcolm Lowry, Robert Louis Stevenson e Enrique Vila-Matas, entre outros.
Nos cinco domingos de junho de 1986 realizou, com Manuel Hermínio Monteiro e João David Nunes, o programa Cartas do México na Rádio Comercial AM e FM, sob o lema «uma viagem apaixonada, de pirâmide em pirâmide, ao coração do México».

## Homenagens
- Foi agraciado pelo Presidente da República, Jorge Sampaio, com o grau de Grande-Oficial da Ordem do Infante D. Henrique, em 28 de junho de 2001[4]
- Prémio Pen Club de Poesia, no ano de 2003, pela obra Anjos Caídos[5]
- Grande Prémio de Poesia CTT - Correios de Portugal, em 2004, pela obra Esta Voz é Quase o Vento[6]
- Foi condecorado pelo Presidente do Governo Regional da Madeira, Miguel Albuquerque, com a Medalha de Distinção, a 1 de julho de 2015.[1]

## Obras
- Deste lado Onde, Assírio & Alvim, (1976).
- Jeremias o Louco, Centelha, (1978).
- O Último Romântico, Assírio & Alvim, (1981).
- Morrer no Sul, Assírio & Alvim, (1983).
- Auto-retrato, Assírio & Alvim, (1986).
- O Centro do Universo, Assírio & Alvim, (1989).
- Paixão e Cinzas, Assírio & Alvim, (1992).
- Canções da Terra Distante, Assírio & Alvim, (1994).
- Debaixo do Azul Sobre o Vulcão, Edição de autor, (1995).
- Agora e na Hora da Nossa Morte, Assírio & Alvim, (1998).
- Biografia, Assírio & Alvim, (2000).
- Ahora y en la Hora de Nuestra Muerte, Olifante, Zaragoza, (2001).
- Anjos Caídos, Assírio & Alvim, (2003).
- Esta Voz é Quase o Vento, Assírio & Alvim, (2004).
- Quatro Luas, Assírio & Alvim, (2006).
- Além-Mar, áudio-livro, Assírio & Alvim, (2007).
- Filho Pródigo, Assírio & Alvim, (2008).
- Esta Voz es casi Viento, Baile del Sol, Tenerife, (2009).
- O Pai, a Mãe e o Silêncio dos Irmãos, Assírio & Alvim, (2009).
- Caminharei pelo Vale da Sombra, Assírio & Alvim, (2011).
- Assim na Terra como no Céu, Edição de autor, (2014).
- Epílogo (Poesia Reunida), Assírio & Alvim, (2019).[3]